# Saint-Géron

Saint-Géron este o comună în departamentul Haute-Loire, Franța. În 2009 avea o populație de 220 de locuitori.